# Castillon-de-Castets
Pour les articles homonymes, voir Castillon et Castets.
Castillon-de-Castets (Castilhon de Castèths en gascon) est une ancienne commune du Sud-Ouest de la France, située dans le département de la Gironde en région Nouvelle-Aquitaine.
Ses habitants sont appelés les Castillonnais.
Elle a fusionné le 1er janvier 2017 avec la commune de Castets-en-Dorthe pour former la commune nouvelle de Castets et Castillon.

## Géographie
La commune de Castillon-de-Castets se situe sur la rive sud (gauche) de la Garonne, séparée du fleuve par la commune de Barie, à 57 km au sud-est de Bordeaux, chef-lieu du département, à 13 km à l'est de Langon, chef-lieu d'arrondissement, et à 7,5 km au nord d'Auros, chef-lieu de canton.
| - OpenStreetMap Limite communale. |

Les communes limitrophes en sont Barie au nord, Bassanne au nord-est, Pondaurat à l'est, Savignac au sud, Bieujac à l'extrême sud-ouest sur moins de 100 mètres et Castets-en-Dorthe à l'ouest.
|                   | Barie                | Bassanne  |
| Castets-en-Dorthe | Castillon-de-Castets | Pondaurat |
| Bieujac           | Savignac             |           |

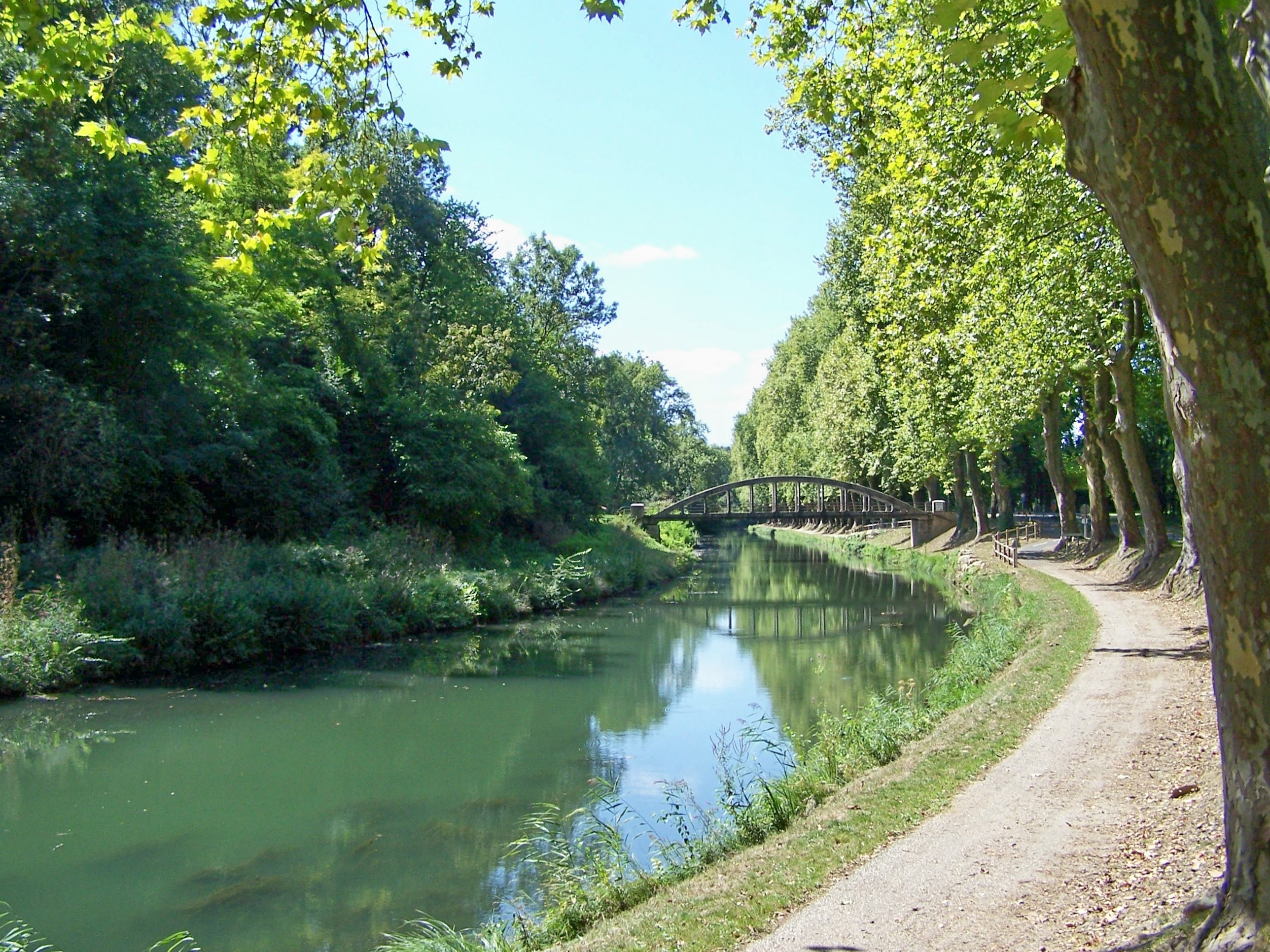
Le canal de Garonne à Castillon-de-Castets (sept. 2009)

Le territoire communal est traversé d'est en ouest par le canal de Garonne.
La route départementale D 224 qui traverse le village mène vers l'est à Puybarban et vers l'ouest à Castets-en-Dorthe et au-delà à Langon et la route départementale D 225 mène vers le sud à Auros et vers le nord à Barie.
L'autoroute la plus proche est l'autoroute A62 dont l'accès  4 La Réole est distant de 10 km par la route vers le sud-est. Celui de  3 Langon se trouve à 14 km vers l'ouest.

L'accès  Bazas à l'autoroute A65 (Langon-Pau) se situe à 20 km vers le sud-sud-ouest.
La gare SNCF la plus proche est celle, distante de 9 km par la route vers le nord-est, de La Réole sur la ligne Bordeaux-Sète du TER Nouvelle-Aquitaine.

## Histoire
À la Révolution, la paroisse Saint-Pierre de Castillon forme la commune de Castillon (canton d'Auros).
Le 27 janvier 1956, la commune de Castillon devient Castillon-de-Castets, pour distinguer la commune des autres Castillon français et du fait de la proximité de Castets-en-Dorthe.
Le 1er janvier 2017, elle a fusionné avec la commune de Castets-en-Dorthe pour former la commune nouvelle de Castets et Castillon.

## Politique et administration
| Période                                  | Période  | Identité         | Étiquette | Qualité           |
| ---------------------------------------- | -------- | ---------------- | --------- | ----------------- |
| Les données manquantes sont à compléter. |          |                  |           |                   |
| mars 2001                                | 2008     | Damien Thouroude |           |                   |
| mars 2008                                | En cours | Didier Laulan    |           | Chef d'entreprise |

### Communauté de communes
Le 1er janvier 2014, la communauté de communes du Pays d'Auros ayant été supprimée, la commune de Castillon-de-Castets s'est retrouvée intégrée à la communauté de communes du Réolais en Sud Gironde siégeant à La Réole.
Elle a rejoint la communauté de communes du Sud Gironde au 1er janvier 2015

## Démographie
| 1793 | 1800 | 1806 | 1821 | 1831 | 1836 | 1841 | 1846 | 1851 |
| ---- | ---- | ---- | ---- | ---- | ---- | ---- | ---- | ---- |
| 475  | 296  | 366  | 396  | 382  | 373  | 380  | 377  | 367  |

| 1856 | 1861 | 1866 | 1872 | 1876 | 1881 | 1886 | 1891 | 1896 |
| ---- | ---- | ---- | ---- | ---- | ---- | ---- | ---- | ---- |
| 337  | 366  | 362  | 357  | 367  | 348  | 343  | 336  | 334  |

| 1901 | 1906 | 1911 | 1921 | 1926 | 1931 | 1936 | 1946 | 1954 |
| ---- | ---- | ---- | ---- | ---- | ---- | ---- | ---- | ---- |
| 315  | 325  | 324  | 284  | 292  | 307  | 302  | 290  | 290  |

| 1962 | 1968 | 1975 | 1982 | 1990 | 1999 | 2004 | 2009 | 2014 |
| ---- | ---- | ---- | ---- | ---- | ---- | ---- | ---- | ---- |
| 275  | 284  | 223  | 207  | 174  | 215  | 221  | 293  | 311  |

## Lieux et monuments
- L'église Saint-Pierre, de style roman, est située au cœur du bourg.
- Le château du Carpia, au sud de la commune, est la propriété d'une personne privée. Il est classé monument historique depuis 2004[10].

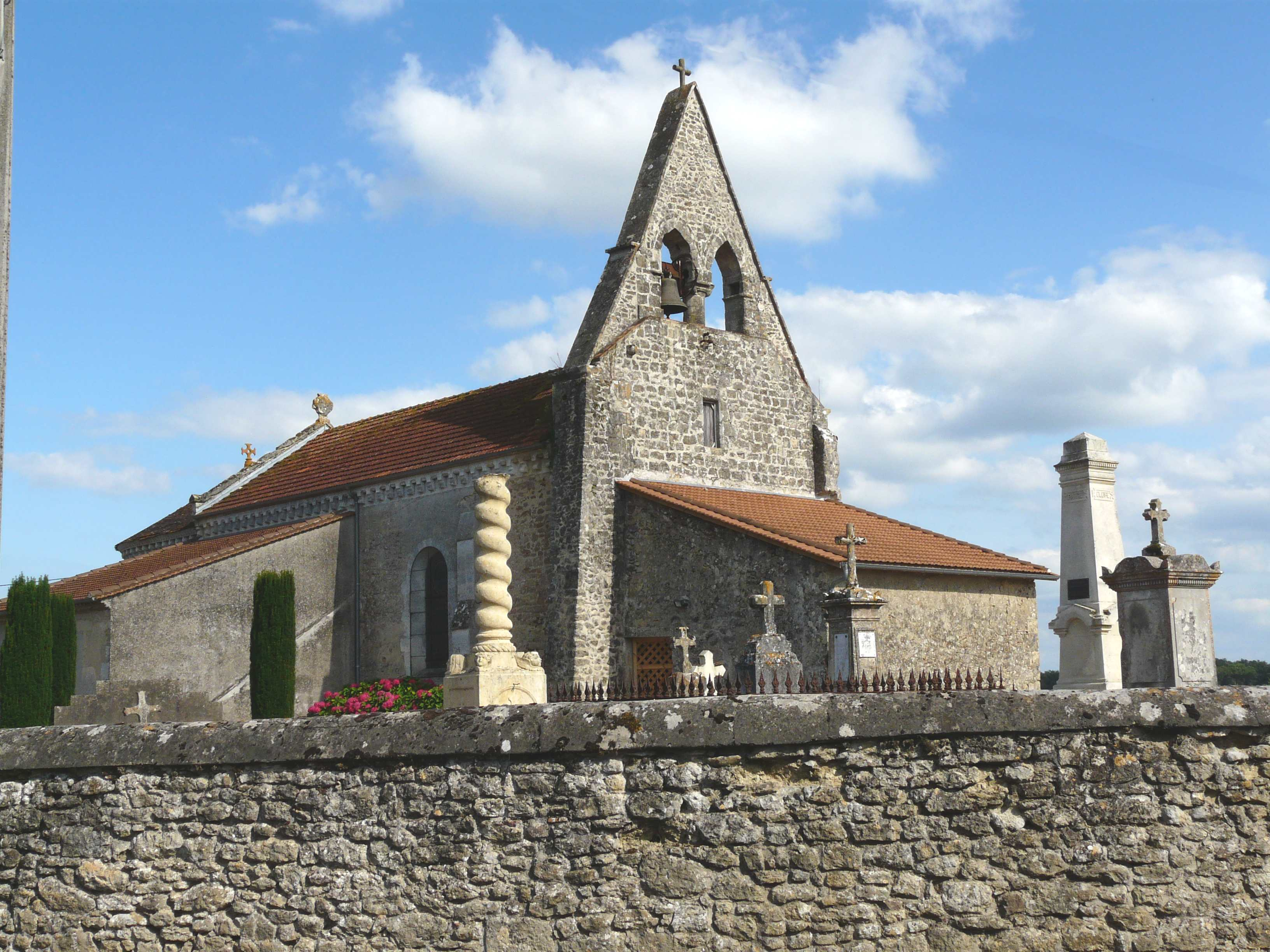
L'église Saint-Pierre (juil. 2008)
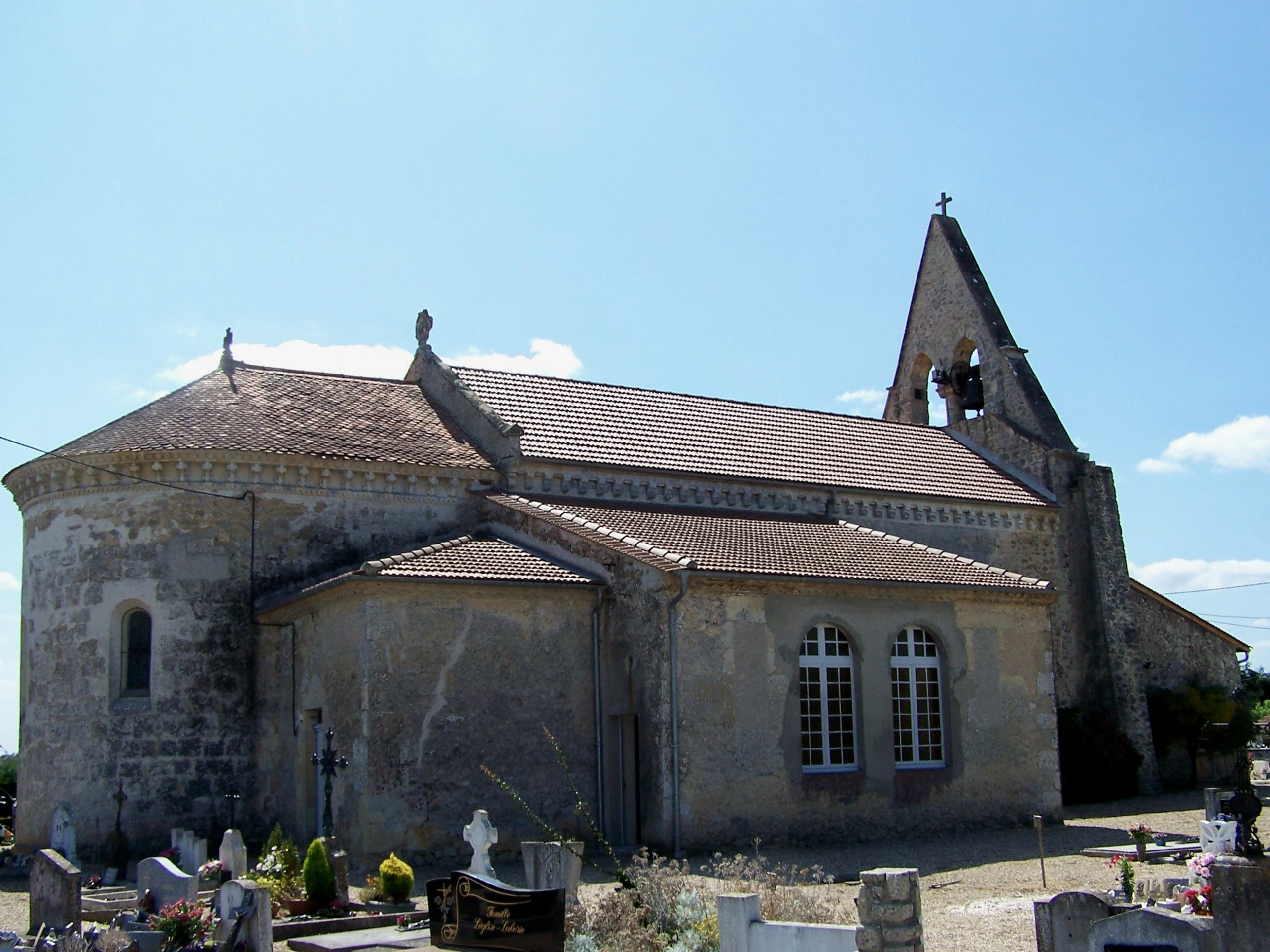
Le chevet de l'église Saint-Pierre (mai 2009)
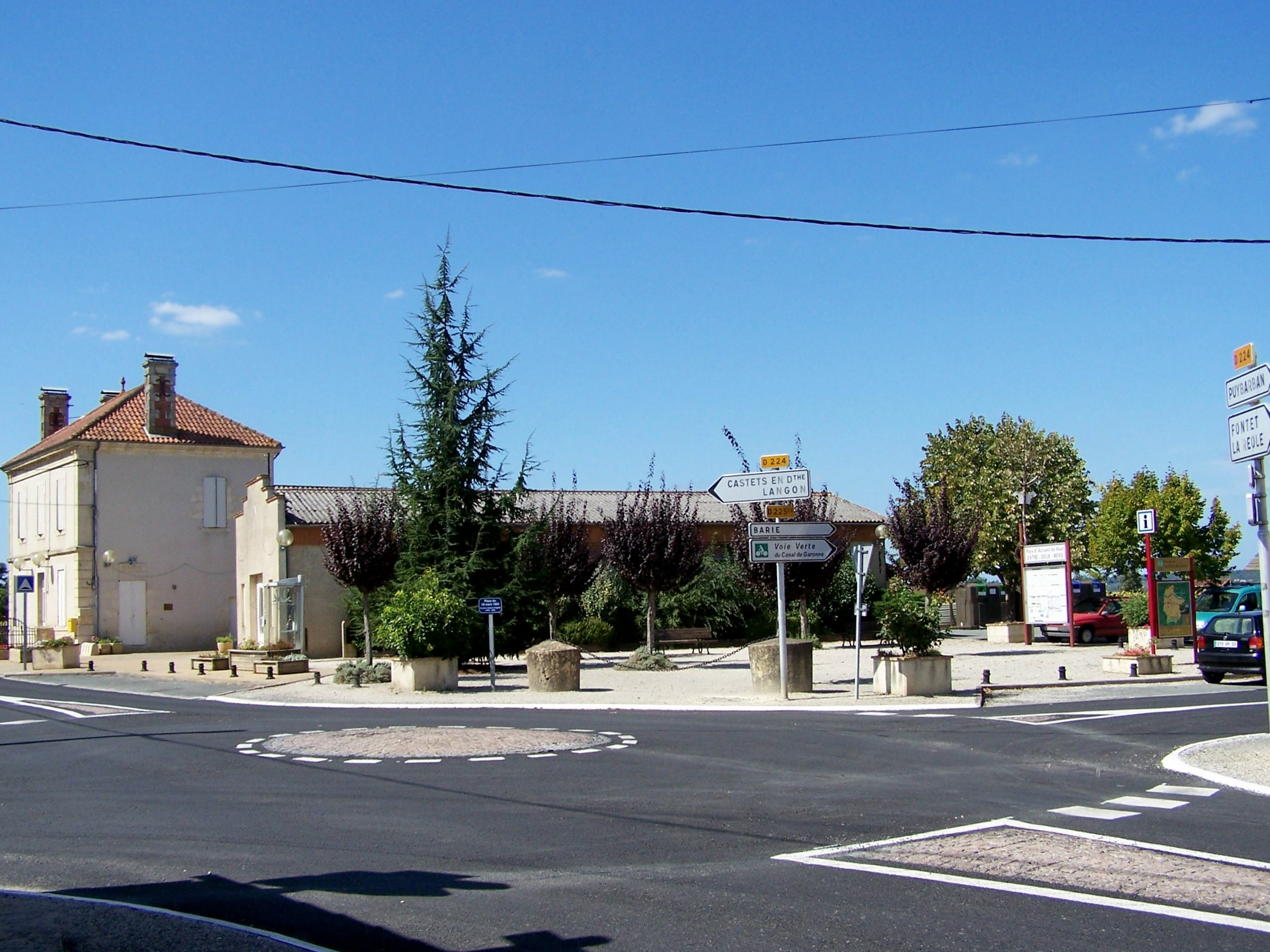
Le croisement des RD 224 et 225 et la place devant la mairie (mai 2009)
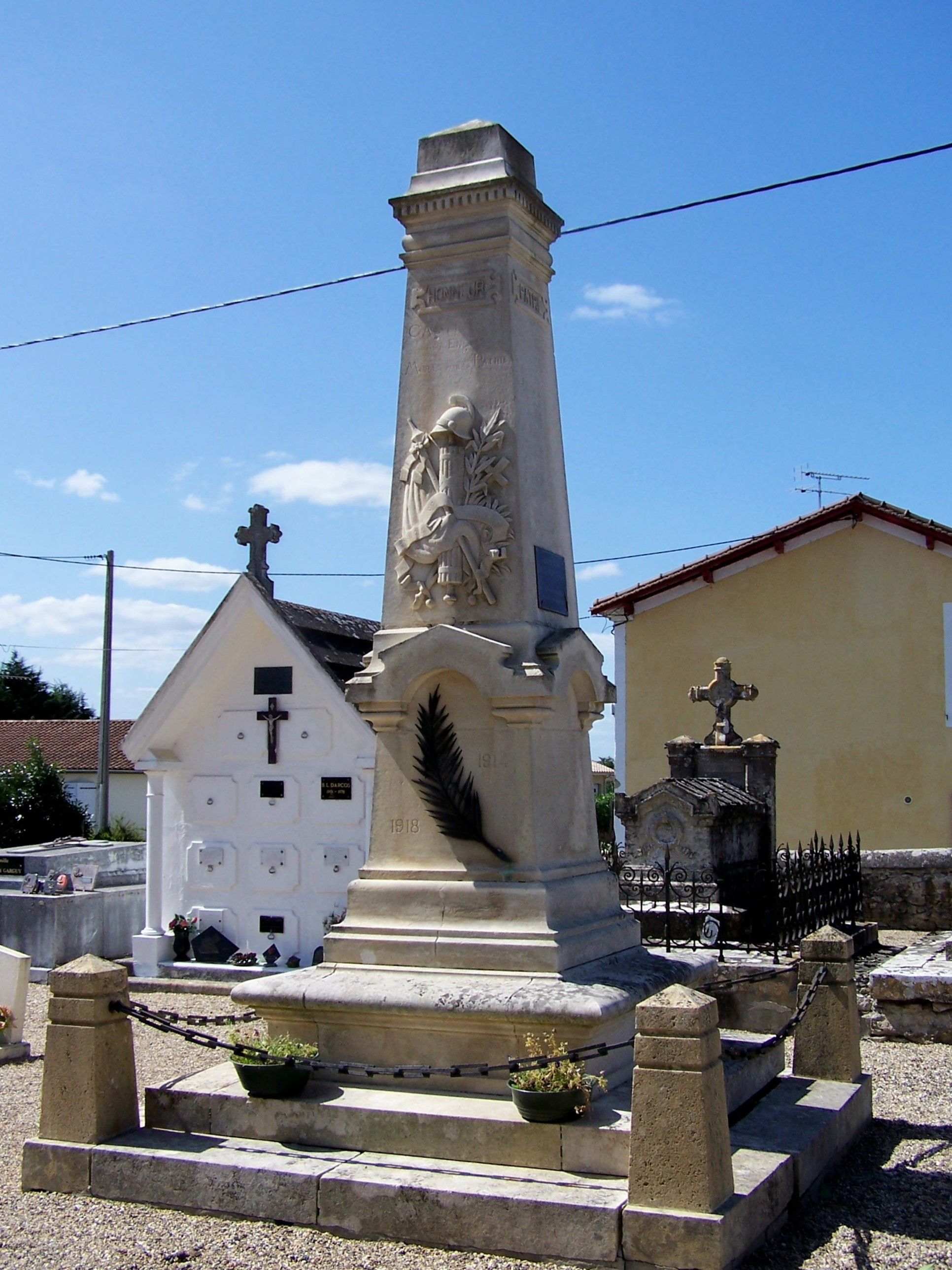
Le monument aux morts devant l'église (mai 2009)